# Оттук-Даш (Кызылский кожуун)
Оттук-Даш (тув. Оттук-Даш) — арбан в Кызылском кожууне Республики Тыва. Входит в состав Баян-Кольского сумона. Население арбана 190 человек (2014).

## География
арбан находится у р. Верхний Енисей. Весной регулярно затапливается и отрезается от «большой земли». В связи с чем жителей арбана преселяют на другое место жительства.

## Население
| 2002 | 2010 | 2014  |
| ---- | ---- | ----- |
| 153  | ↘130 | ↗1239 |

## Инфраструктура
В 2013 году закрыт МУЗ Оттук-Дашский ФАП, проведена линия электропередачи длиной 8,5 километра

## Транспорт
Возле арбана проходит автодорога местного значения А-162 «Кызыл-Тээли».